# Aleksy Makrembolita
Aleksy Makrembolita – XIV-wieczny poeta bizantyński z Tesaloniki, autor Rozmowy między bogaczem a żebrakiem.
Aleksy Makrembolita tworzył w XV wieku w Tesalonice. Należał do grupy bizantyńskich intelektualistów - uczonych, którzy pisali mowy na potrzeby cesarskiego dworu i zarabiali na życie jako urzędnicy państwowi. Z większym realizmem niż jego współcześni interpretował zachodzące zmiany, zwłaszcza znaczenie sukcesów tureckich. W zawaleniu się kopuły kościoła Hagia Sophia w roku 1346 widział znak końca świata (mimo że wkrótce ją naprawiono) i wytykał Bizantyńczykom ich grzeszną chciwość i niemoralne postępki.
Rozmowy między bogaczem a żebrakiem jest dialogiem pomiędzy dwoma osobami, reprezentującymi dwa różne stany. Rzecznik ubogich wytyka bogaczom liczne wady: chciwość, przywłaszczanie sobie dóbr, nieposkromione dążenie do powiększania swego stanu posiadania oraz stawianie wartości cielesnych ponad duchowymi. W odpowiedzi Bogacz zarzuca Biedakowi, że jemu podobni są przyczyną: złodziejstwa, pijaństwa, rozwiązłości, oszczerstw, zawiści i morderstw. Przyczyny bogactwa i ubóstwa są zdaniem Biedaka sprawą losową jedni mają wiedzę, umiejętności, bogatych krewnych, a inni nie, dlatego oburza go szykanowanie ubogich: niechęć do siadania przy jednym stole, do wspólnej rozmowy, niedopuszczanie do małżeństw między bogatymi a biednymi. Biedak uważa, że dzielenie dostatków bogaczy doprowadziłoby do zaniku ubóstwa: mieszanie przeciwieństw [...] przynosi, co zdumiewające, zbawienny środek. Biedak odmalowuje widoczne wszędzie kontrasty. Z jednej strony wyszukane potrawy i przednie wina, bogate stroje, rezydencje, dobrzy medycy, miejsca w pierwszych rzędach, z drugiej kiepski chleb i kwaśne wino, „brudny i pełen uprzykrzonych wszy" płaszcz i brak ochrony przed kaprysami pogody. Bogatych chowa się w wystawnych grobowcach, z psalmami i śpiewami, ze świecami i lamentami krewnych i najętych płaczek. Biedakowi pozostaje ubogi pochówek, który prowadzi do wspanialszego zmartwychwstania. Biedak zarzuca Bogaczowi, że żydzi i muzułmanie lepiej się troszczą o swoich współbraci niż zamożni chrześcijanie, i dlatego, jako że nie naśladują Chrystusa, nie zasługują na nagrodę w życiu przyszłym.